# St. Gangolfus (Soller)

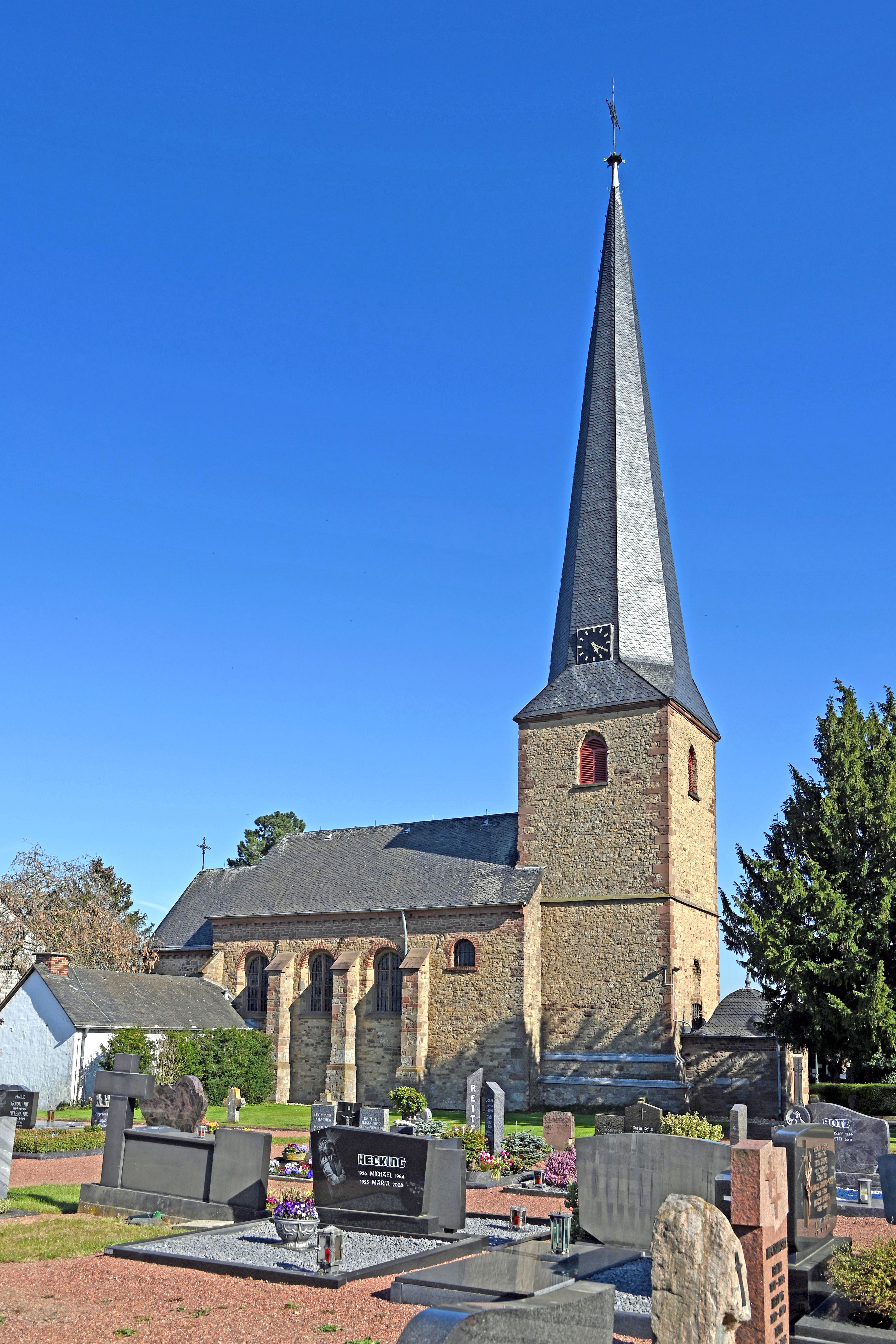
St. Gangolfus in Soller

St. Gangolfus ist die römisch-katholische Filialkirche des Ortsteils Soller der Gemeinde Vettweiß im Kreis Düren (Nordrhein-Westfalen). 
Die Kirche ist unter Nummer Sol-5 in die Liste der Baudenkmäler in Vettweiß eingetragen und dem hl. Gangolf geweiht.

## Geschichte
Der Zehnt von Soller befand sich nachweislich seit 1110 im Besitz der Kölner Abtei Groß St. Martin, der dann 1255 die Kirche St. Gangolf auch inkorporiert worden ist.
Die Kirche ist ein Bau des 11. bis 16. Jahrhunderts. Der romanische Chor stammt aus dem 11./12. Jahrhundert, Langhaus und Turm entstanden im 16. Jahrhundert in spätgotischen Formen. 1714 ist die Kirche in barocken Formen umgestaltet worden.
Seit 2010 ist St. Gangolf in Soller keine eigenständige Pfarrgemeinde mehr. Sie wurde mit den ehemaligen Pfarreien St. Gereon (Vettweiß), St. Michael (Kelz), St. Antonius (Ginnick), St. Mariä Himmelfahrt (Disternich), St. Jakobus der Ältere (Jakobwüllesheim), St. Johann Baptist (Sievernich), St. Amandus (Müddersheim), St. Martin (Froitzheim) und St. Petrus (Gladbach) zur Pfarre St. Marien, Vettweiß fusioniert.

## Ausstattung
In der Kirche befinden sich ein neoromanischer Hochaltar und passend dazu zwei Nebenaltäre und die Kanzel aus dem Jahr 1905. Über dem Bogen, welcher Langhaus und Chor verbindet, ist eine Wandmalerei vorzufinden. Diese stammt vermutlich aus der Zeit um 1900. Die Fenster schuf Jakob Schwarzkopf im Jahr 1982.

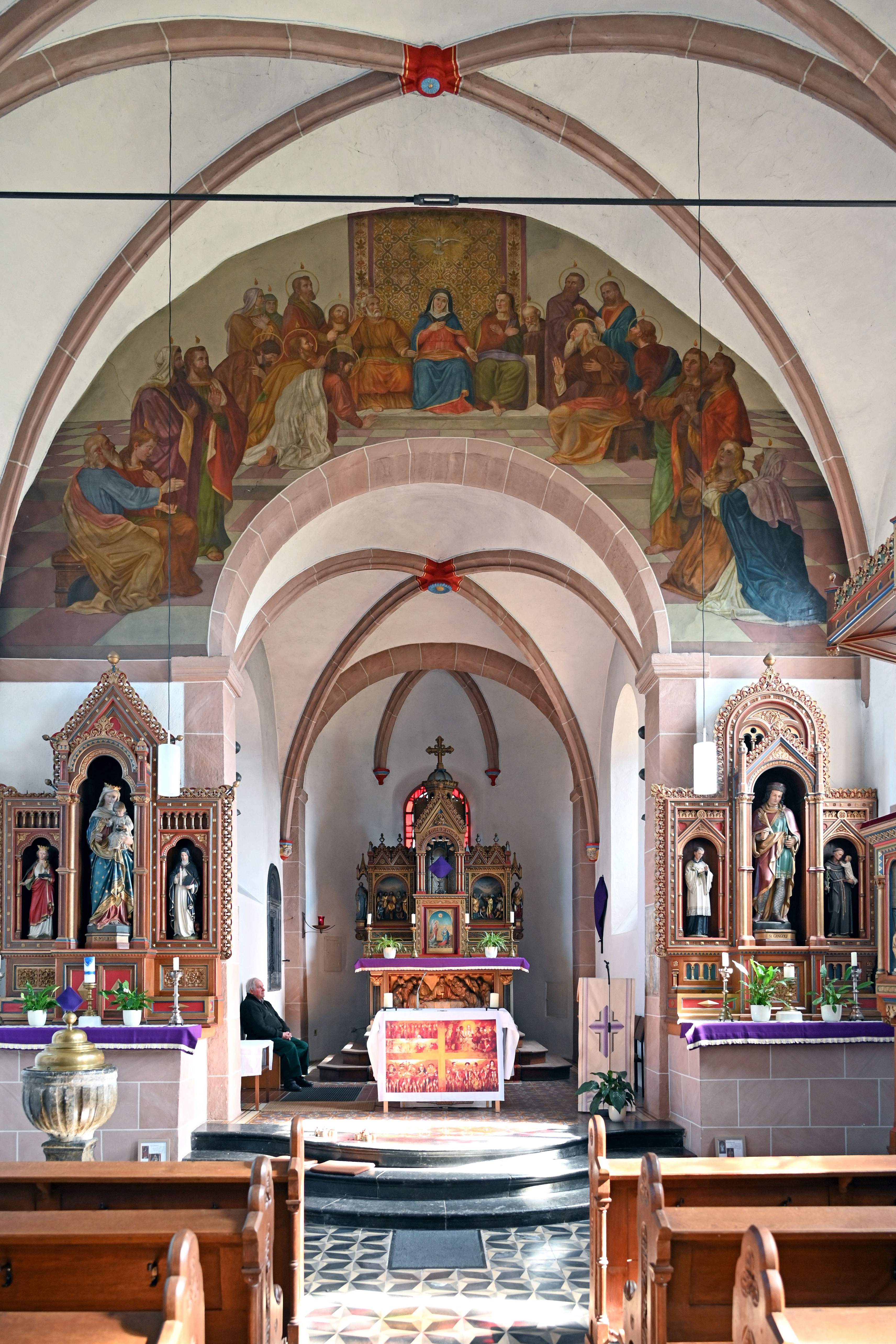
Innenraum
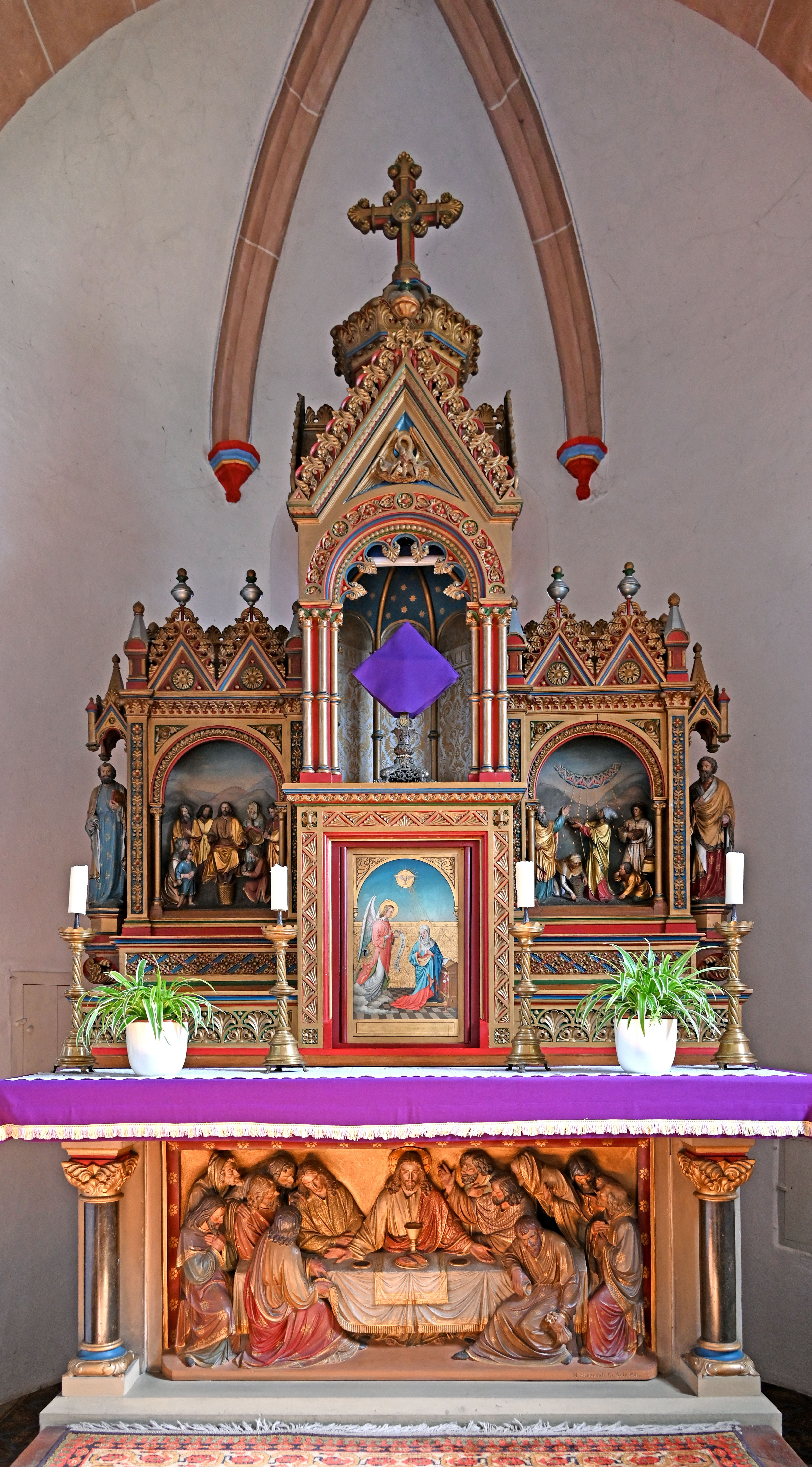
Hochaltar
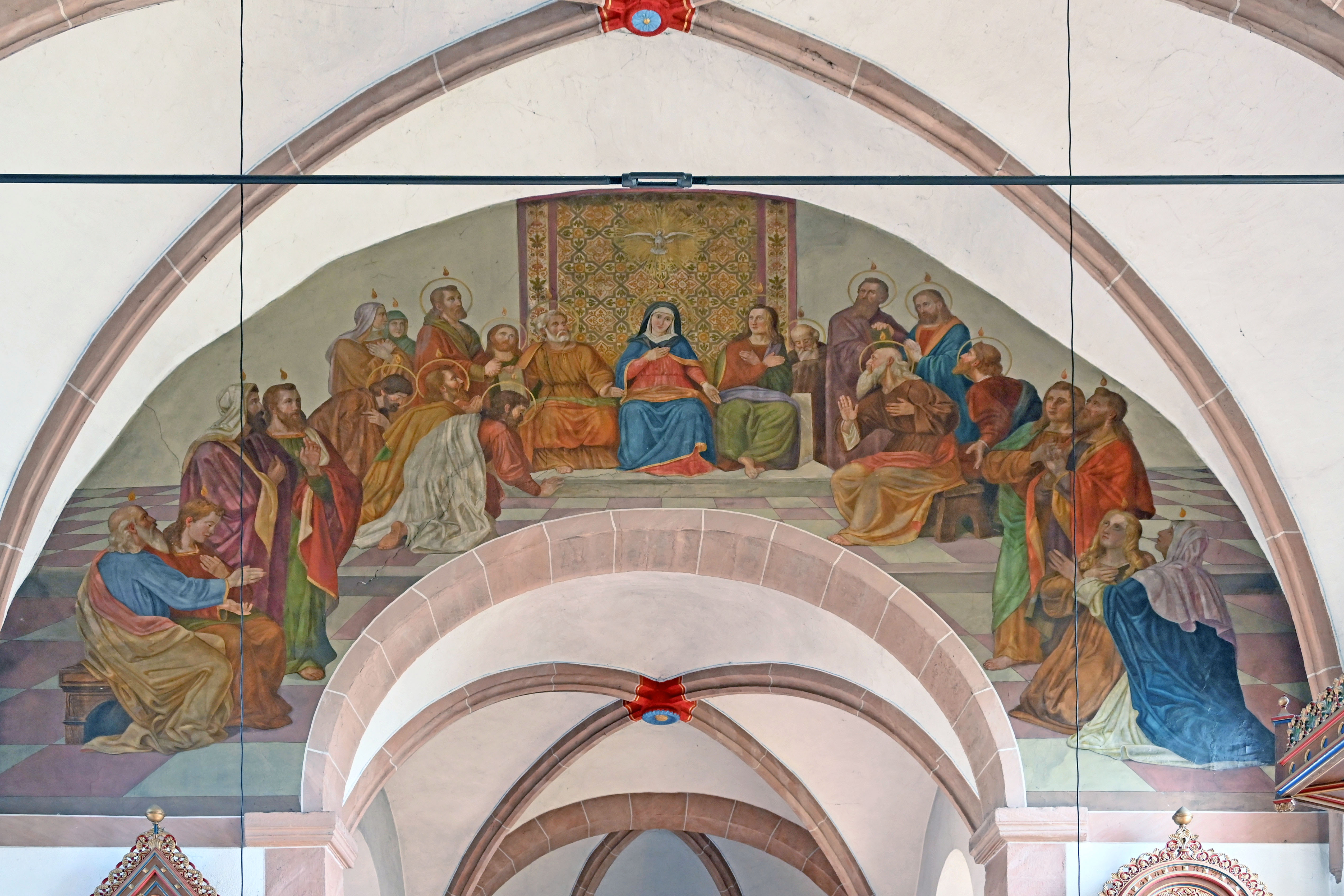
Wandmalerei Pfingstereignis
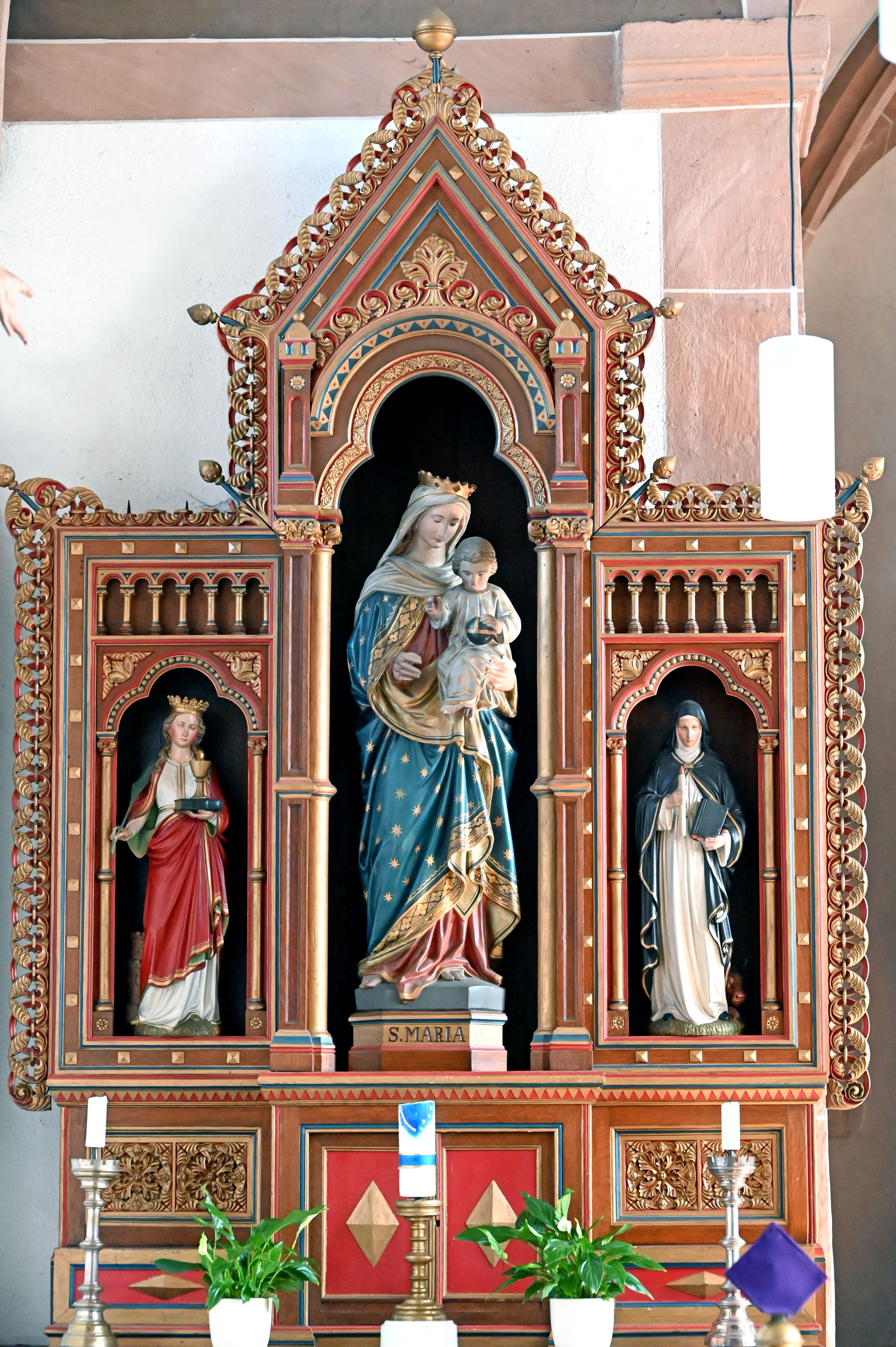
Marienaltar
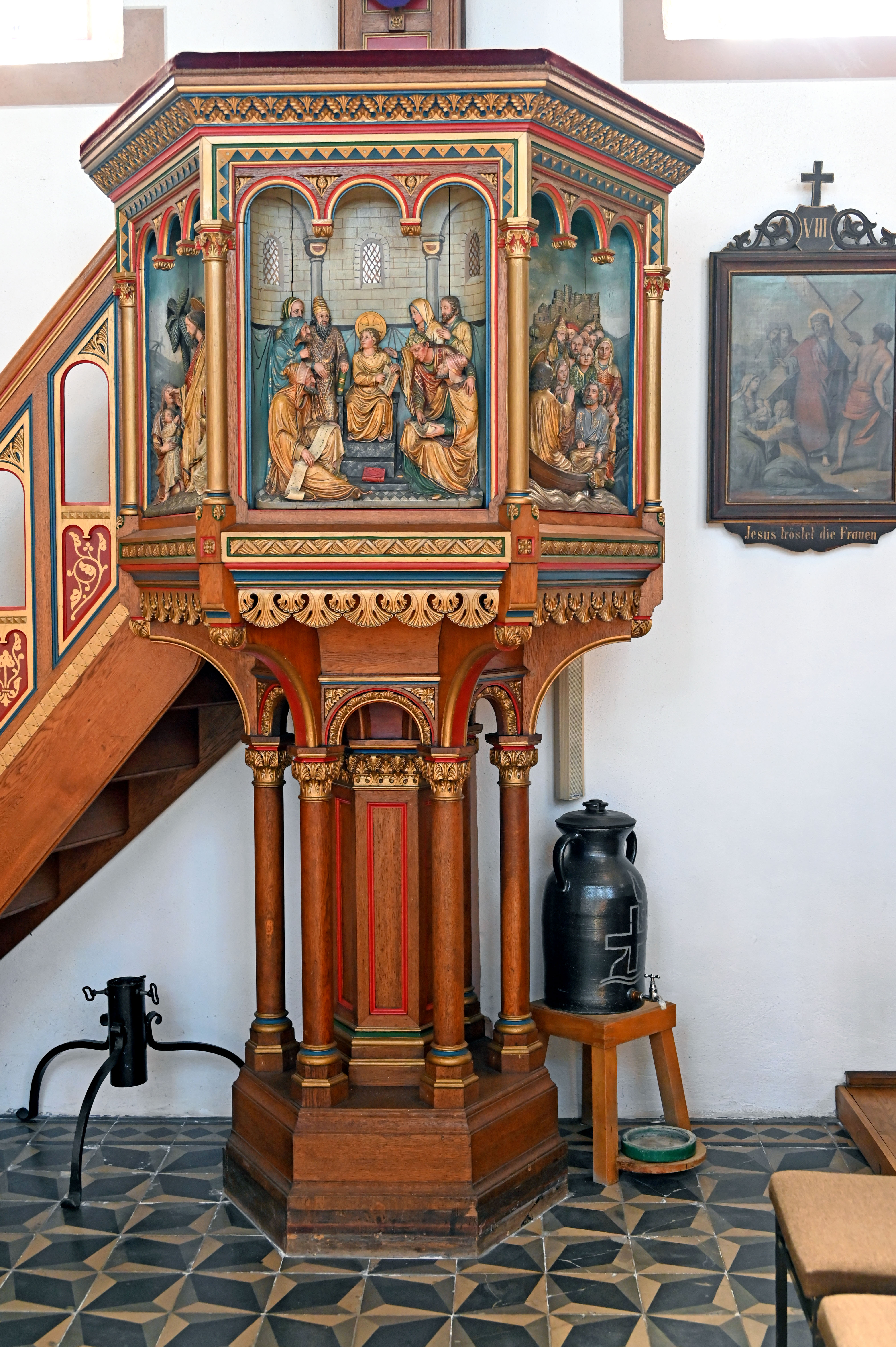
Kanzel
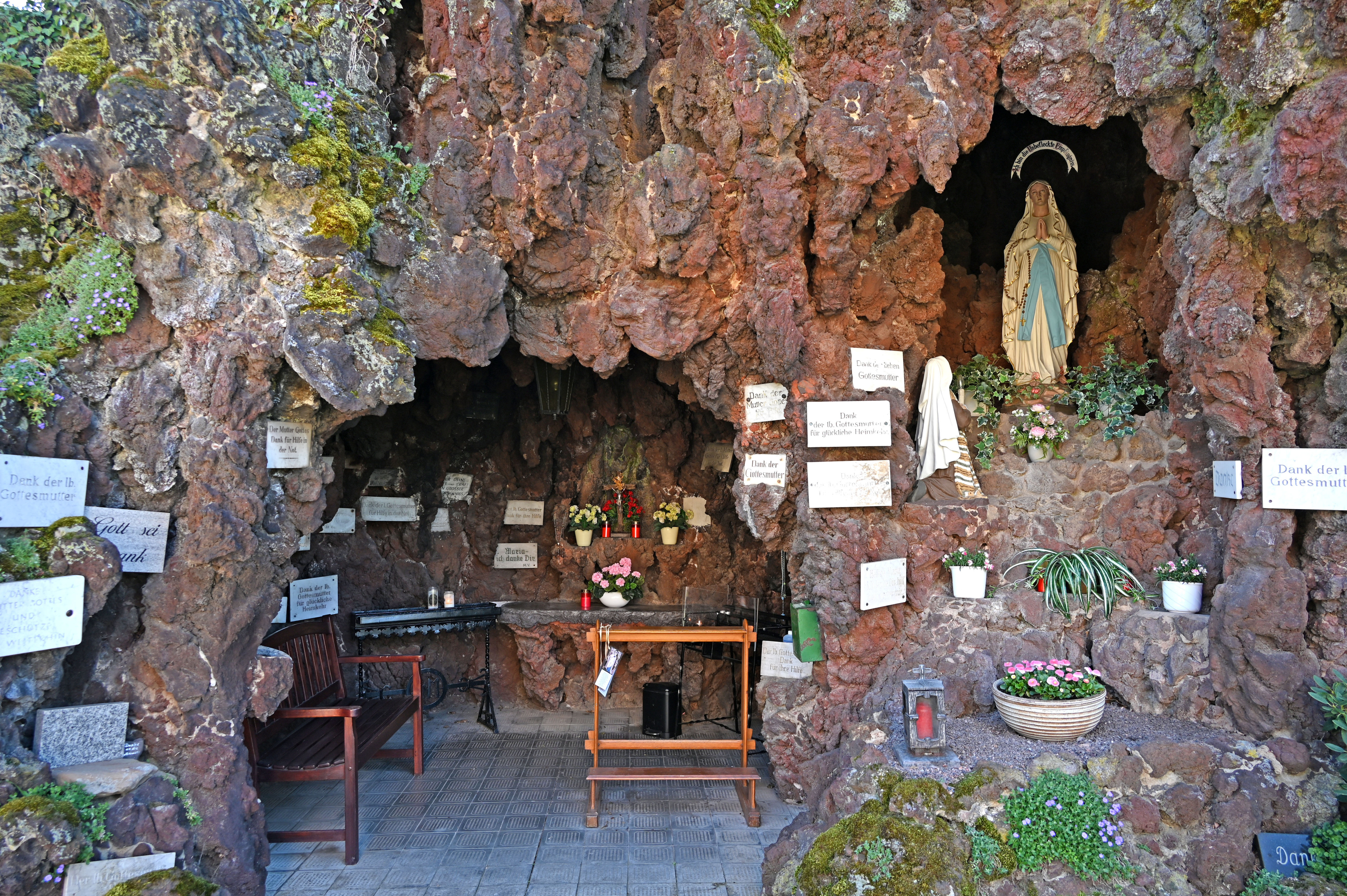
Lourdes Grotte (1895)

## Lourdes-Grotte
Direkt neben der Kirche befindet sich eine Lourdes-Grotte. Sie ist 1895 errichtet worden. Im September pilgern einige Menschen zur Lourdes-Grotte nach Soller. Zu diesem Zeitpunkt findet die Marien-Oktav statt.

## Glocken
Im Glockenturm befinden sich drei Bronzeglocken von drei unterschiedlichen Gießern. Glocke 2 ist eine Leihglocke aus Göttkendorf (Ostpreußen), poln. Gutkowo, und Glocke 3 ist eine Leihglocke aus Ober Herzogswaldau (Niederschlesien), poln. Mirocin Górny. Beide Glocken sind nach dem Krieg nach Soller gekommen. Vor dem Zweiten Weltkrieg war die heutige Glocke 1 die kleinste Glocke. Sie hing mit zwei größeren Glocken mit den Schlagtönen g′ und b′ im Glockenstuhl. Sie wurden 1921 von Werner Hüesker, Fa. Petit & Gebr. Edelbrock aus Gescher gegossen und um 1940 für Kriegszwecke eingeschmolzen.
| Nr. | Name | Durchmesser (mm) | Masse (kg, ca.) | Schlagton (HT-1/16) | Gießer                               | Gussjahr |
| 1   | –    | 710              | 215             | c′′                 | Johannes Bourlet, Jülich             | 1674     |
| 2   | –    | –                | –               | d′′                 | Michael Dormann, Elbing (Ostpreußen) | 1604     |
| 3   | –    | 850              | 357             | d′′                 | Unbekannt                            | 18. Jh.  |

## Pfarrer
Folgende Priester wirkten bis zur Auflösung der Pfarre als Pastor an St. Gangolfus:
| von – bis | Name               |
| --------- | ------------------ |
| 1926–1933 | Leo Brosch         |
| 1934–1941 | Johannes Krawinkel |
| 1941–1947 | Josef Klingelmann  |
| 1947–1988 | Matthias Vaasen    |
| 1988–2003 | Martin Schultheis  |
| 2003–2005 | Wilhelm Lennarz    |
| 2005–2010 | Gerd Kraus         |